# ترتيب الفصل
يشير ترتيب الفصل إلى تخطيط الإعداد المادي للكراسي والطاولات والمواد في الفصل الدراسي في المدرسة. في معظم البلدان، غالبًا ما يتم اختيار هذا الترتيب بواسطة مدرس محترف مدفوع الأجر بمساعدة مخطط الجلوس. عادةً ما يتم اتخاذ قرار بشأن ترتيب الفصل الدراسي في بداية العام الدراسي كجزء من إدارة الفصل الدراسي.